# Auchenipterus nuchalis
O mapará (Auchenipterus nuchalis) é uma espécie de peixe teleósteo, siluriforme, da família dos auquenipterídeos. Tais animais podem encontrados nas águas dos rios Amazonas, Paraguai e Parnaíba, medindo cerca de 15 cm de comprimento. Também são chamados de gato, mandi-peruano, mandubi, mapurá, olho-de-gato e peixe-gato.